# Scalarispongia linteiformis
Scalarispongia linteiformis är en svampdjursart som först beskrevs av Jean-Baptiste Lamarck 1814.  Scalarispongia linteiformis ingår i släktet Scalarispongia och familjen Thorectidae.
Artens utbredningsområde är Puerto Rico. Inga underarter finns listade i Catalogue of Life.